# X Ursae Majoris
X Ursae Majoris är en pulserande variabel av Mira Ceti-typ  i stjärnbilden Stora björnen. 
Stjärnan varierar mellan magnitud +8,1 och 14,8 med en period av 249,04 dygn.